# Capitães-mores de São João de Areias
Este artigo lista os ocupantes do cargo de capitão-mor de São João de Areias.

## Valério Ribeiro das Neves – 1.º capitão-mor
Valério Ribeiro das Neves era natural de São João de Areias onde foi baptizado a 15 de Abril de 1603, sendo um dos oito filhos de Batista Ribeiro e de Ana Neves.
Valério Ribeiro das Neves era uma pessoa rica, tinha muitos criados e cavalos e deslocava-se de liteira. Não se sabe quais as suas habilitações académicas.
Casou com Feliciana de Brito, filha de Manuel Homem de Figueiredo e de Ana da Fonseca de Brito que viviam na Quinta da Barrosa, em Tábua. Valério das Neves e Feliciana de Brito, após casarem, viveram em São João de Areias e tiveram cinco filhos, todos eles pessoas importantes: o Dr. Manuel Homem Ribeiro (que estudou na Universidade de Coimbra, formando-se em Cânones), o Padre João Ribeiro, Valeriano Ribeiro Roseima e Brito (que será o 2.º capitão-mor de S. João de Areias), o Dr. Martinho Homem Ribeiro (que foi juiz de fora na Golegã e em Viseu e terá terminado os seus dias no Maranhão-Brasil) e Sebastião Ribeiro de Brito.
Não se sabe quando é que Valério Ribeiro das Neves foi nomeado capitão-mor, mas já exercia o cargo em 1669 porque em 6 de Abril deste ano assim é designado num assento de casamento no qual apareceu como testemunha.
A sua esposa Feliciana de Brito faleceu a 31 de Janeiro de 1687 e, cerca de dois anos depois, a 3 de Maio de 1689, faleceu Valério Ribeiro das Neves, aos 86 anos de idade.

## Valeriano Ribeiro Roseima e Brito – 2.º capitão-mor
Valeriano Ribeiro Roseima e Brito foi o 2.º capitão-mor de S. João de Areias. Era natural da mesma vila, onde foi baptizado a 8 de Abril de 1656 e viveu no seio de uma família com desafogo monetário.

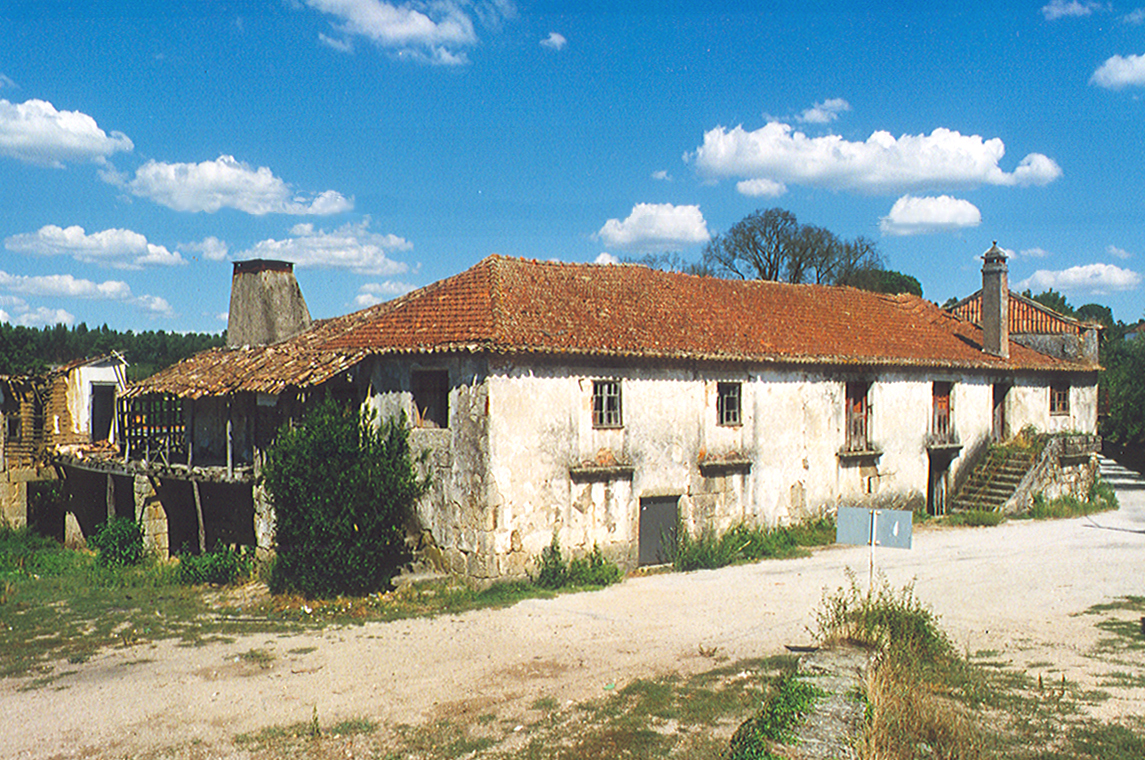
Casa de Dona Georgina Loureiro / Capitães-mores de S. João de Areias (2002).

A 7 de Outubro de 1678, casou com sua prima Isabel Maria de Almeida, filha de Francisco João e de sua mulher Maria de Almeida, que eram pessoas ricas residentes em Vila Dianteira e possuidoras da capela de Nossa Senhora da Conceição, na Igreja Matriz. 
Valeriano Brito e Isabel Almeida viveram nesta aldeia e tiveram três filhos: João de Brito Ribeiro de Almeida (que será o 3.º capitão-mor de S. João de Areias), Feliciana e o Doutor Manuel Homem Ribeiro de Brito (doutorado em Cânones sendo uma pessoa muito rica e importante em S. João de Areias).
Valeriano Ribeiro instituiu com a sua esposa um vínculo de morgado, pelo qual um grande conjunto de bens ficava indivisível e era transmitido ao varão primogénito; neste caso o morgadio foi herdado pelo seu filho João de Brito Ribeiro de Almeida.
A 28 de Abril de 1683 foi designado cavaleiro professo da Ordem de Cristo, que além de lhe dar o estatuto de nobre lhe concedia um pequeno rendimento monetário (tença) e importantes privilégios jurídicos e fiscais. 
Não se sabe quando é que Valeriano Ribeiro Roseima e Brito foi nomeado 2º capitão-mor, mas é provável que herdasse o cargo após o falecimento de seu pai a 3 de Maio de 1689.
A sua esposa Isabel Maria de Almeida faleceu a 24 de Junho de 1708 e foi “sepultada na sua Capela da Senhora da Conceição”, como consta no seu registo de óbito.
Valeriano Ribeiro Roseima e Brito faleceu a 8 de Dezembro de 1743, aos 87 anos.

## João de Brito Ribeiro de Almeida – 3.º capitão-mor
João de Brito Ribeiro de Almeida foi o 3.º capitão-mor de S. João de Areias. Nasceu em Vila Dianteira tendo sido baptizado, em casa, a 19 de Fevereiro de 1681 e, no mês seguinte, a 25 de Março, completou este sacramento na Igreja.
Sendo o filho mais velho do 2.º capitão-mor, estava destinado a ser o morgado e capitão-mor. Talvez por este facto não tenha seguido estudos académicos, ao contrário do seu irmão Dr. Manuel Homem Ribeiro de Brito. 
Foi fidalgo-cavaleiro da Casa Real e cavaleiro professo da ordem de Cristo.
Casou com Águeda Maria de Mesquita Castelo-Branco, filha do Dr. Miguel Nunes de Mesquita e de sua mulher Josefa Maria Rebelo residentes em Lisboa. João de Almeida e Águeda Castelo-Branco viveram em Vila Dianteira e entre 1711 e 1730 tiveram catorze filhos. No entanto, dos muitos filhos que tiveram apenas se tem a certeza da sobrevivência de oito: dois filhos (Valério e João), que foram capitães-mores, e seis filhas, das quais somente uma (Luísa) se casou.
A transmissão de poderes e bens nestas famílias era a seguinte: o varão primogénito herdava os títulos e o morgadio, os segundos filhos-homens iam para padres ou estudar para a universidade e as filhas casavam com alguém rico ou ficavam solteiras. Era desta forma que se mantinha e aumentava o vínculo do morgado e o prestígio destas famílias.
João de Almeida exerceu o cargo de sargento-mor e, após o falecimento de seu pai em 1743, foi nomeado capitão-mor da capitania-mor de S. João de Areias, posto que terá exercido durante menos de um ano devido a ter falecido a 2 de Novembro de 1744, aos 63 anos de idade. Quatro anos depois, faleceu a sua esposa Águeda Maria de Mesquita Castelo-Branco, a 26 de Abril de 1749, sendo ambos sepultados na sua capela da Nossa Senhora da Conceição, dentro da Igreja Matriz.
A casa em Vila Dianteira onde viveram os seus pais e nasceu João de Brito Ribeiro de Almeida ainda existe nesta aldeia mas em estado de ruína. 

## Valério Inácio de Brito Ribeiro Almeida Castelo-Branco – 4.º capitão-mor
Valério Inácio de Brito Ribeiro Almeida Castelo-Branco foi o 4.º capitão-mor de S. João de Areias. Nasceu em Vila Dianteira e foi baptizado a 31 de Julho de 1712 pelo seu tio-avô padre João Ribeiro das Neves, certamente com autorização do vigário da paróquia.
A família dos capitães-mores era considerada uma das principais do antigo concelho de S. João de Areias e dos concelhos vizinhos. As pessoas diziam que esta família tinha muitos rendimentos por ter grandes propriedades, lagares de azeite e engenhos. Diziam também que Valério Castelo-Branco possuía “cavalo e moços” e, sendo o filho mais velho, herdaria o morgadio de seu avô e de seu pai que avaliavam entre 15.000 a 40.000 [[cruzados99. Diziam ainda que Valério sabia muito bem ler e escrever.
Na casa de Vila Dianteira trabalhava, “à soldada”, uma jovem chamada Joana Maria de São Bernardo, natural de Cruz do Souto, freguesia de S. Pedro de Farinha Podre (actualmente S. Pedro de Alva, concelho de Penacova). Valério Castelo-Branco engravidou-a e Joana foi viver para o Espadanal (concelho de Tábua), onde teve a filha Mariana Inácia de Brito Mesquita Castelo-Branco.
Valério Castelo-Branco, em 1737, requereu habilitação para cavaleiro da Ordem de Cristo. Depois de um longo processo, em que foram ouvidas testemunhas locais que deram a conhecer as qualidades da sua família e a existência da sua filha natural (bastarda), foi provido a cavaleiro da Ordem de Cristo e familiar do Santo Ofício por carta de 6 de Fevereiro de 1741.
Em 1744, faleceu o seu pai e Valério Castelo-Branco é nomeado capitão-mor de S. João de Areias.
Na casa de Vila Dianteira vivia nesta altura, para além de Valério, a sua mãe Águeda Castelo-Branco e as suas irmãs. O seu irmão João Homem Castelo-Branco estudava na Universidade de Coimbra. A sua irmã Luísa Castelo-Branco casou em 1751 e foi viver para Vila Nova de Oliveirinha (conc. Tábua).
Valério Inácio de Brito Ribeiro Almeida Castelo-Branco faleceu a 4 de Outubro de 1767, aos 55 anos de idade, sendo sepultado na capela de São Sebastião, por se andar a construir a nova Igreja Matriz. O cargo de capitão-mor passou para o seu irmão Dr. João Homem de Brito Ribeiro Almeida Castelo-Branco. 

## Dr. João Homem de Brito Ribeiro Almeida Castelo-Branco – 5.º capitão-mor
Dr. João Homem de Brito Ribeiro Almeida Castelo-Branco foi o 5.º capitão-mor de S. João de Areias. Nasceu em Vila Dianteira, foi baptizado a 1 de Outubro de 1719 e viveu nesta aldeia, em casa de seus pais, até partir para estudar em Coimbra.
Enquanto João Homem Castelo-Branco estudava na Universidade faleceu o seu pai, a 2 de Novembro de 1744. O seu irmão Valério Castelo-Branco passou desde então a ser o 4.º capitão-mor de S. João de Areias. Cerca de um ano depois, em 1745, João Homem Castelo-Branco terminou a sua formatura em Cânones.
João Homem Castelo-Branco voltou para a sua terra. Juntou-se ao seu irmão Valério no comando da capitania-mor, com o posto de sargento-mor. As ordenanças, de facto, não eram simples corpos defensivos locais, daí que em 1762, Dr. João Homem Castelo-Branco e os seus homens participassem na defesa de Viseu, impedindo o avanço do exército espanhol, uma vez que Portugal era aliado da Grã-Bretanha e estava em guerra com Espanha e França, a chamada Guerra Fantástica. A sua prestação como sargento-mor, nesta guerra, foi elogiada pela sua honra, lealdade e pelo facto de ter pago despesas com o seu próprio dinheiro.
Em 4 de Outubro de 1767, morreu o seu irmão Valério Castelo-Branco e, naturalmente, o cargo de capitão-mor de S. João de Areias passou para o Dr. João Homem Castelo-Branco, tornando-se também herdeiro da casa dos seus pais.
Dr. João Homem Castelo-Branco casou com Maria Clara de Azevedo Borges e Queirós a 1 de Setembro de 1773. No entanto, o casal não teve filhos.
O Dr. João Homem Castelo-Branco deverá ter sido o responsável pelas grandes obras, ainda hoje notáveis, na casa de Vila Dianteira, nas quais se inclui um aumento da casa onde se situa uma bela escadaria em pedra e a capela dedicada a Nosso Senhor Jesus Cristo.
Não se sabe quando é que o Dr. João Homem Castelo-Branco passou a residir, pelo menos temporariamente, na Quinta dos Sardões (em Coimbra) e a fazer parte da Câmara da mesma cidade. Em 1795, é nomeado pelo Senado da Câmara de Coimbra, por ser o “vereador mais velho”, para “beijar a real mão do príncipe das Beiras” (o infeliz príncipe Francisco António, que morreria com 6 anos). A 10 de Outubro do mesmo ano, D.ª Maria I, condecorou-o com o Hábito da Ordem de Cristo e com uma tença de 12.000 réis. Será também fidalgo da Casa Real. 
Dr. João Homem de Brito Ribeiro Castelo-Branco faleceu a 12 de Setembro de 1813, aos 93 anos, sendo “sepultado numa sepultura da sua capela que tem dentro da Igreja”, como consta no seu registo de óbito. A sua esposa Maria Clara de Azevedo Borges e Queirós viveu ainda mais 11 anos, tendo falecido a 3 de Janeiro de 1825.
Uma vez que o Dr. João Homem Castelo-Branco e a esposa não tiveram filhos, quem herdou os bens foi a sua irmã Luísa Teresa Joaquina da Nazaré Almeida de Castelo-Branco casada com José Caetano da Costa Brandão Nunes, capitão-mor residente em Vila Nova de Oliveirinha, concelho de Tábua.